# Senza farmi male
Senza farmi male è un singolo della cantante italiana Mina, pubblicato il 17 gennaio 2025 come terzo estratto dall'album in studio Gassa d'amante. Il testo e la musica della canzone sono della cantautrice Elisa.

## Descrizione
Il testo e la musica della canzone sono della cantautrice Elisa e prodotto da Massimiliano Pani. Il brano è la versione demo del brano composto da Elisa Tempesta e cantato da Simona Bencini al Festival di Sanremo 2006, la quale ne ha riscritto il testo.

Elisa ha rilasciato una dichiarazione in merito al brano e al suo significato, oltre alla scelta di Mina di registrarlo dopo vent'anni dalla consegna della demo da parte di Elisa stessa:

## Video musicale
Il video musicale ufficiale del brano è stato pubblicato il 17 gennaio 2025 sul canale YouTube ufficiale della cantante. Il video è stato diretto da Gianlugi Attorre e omaggia il rapporto artistico tra il pittore e fotografo Mauro Balletti e Mina. In un'intervista rilasciata a Elle Italia il regista ha affermato rispetto al video:

## Tracce
Testi e musiche di Elisa Toffoli.
1. Senza farmi male – 5:25